# Indi phosphide
Indi phosphua hay phosphua indi (InP) là một chất bán dẫn nhị phân bao gồm indi và phosphor. Nó có cấu trúc tinh thể hình khối đặt chính giữa mặt ("Zincblende"), giống hệt với GaAs và hầu hết các chất bán dẫn III-V.
InP được sử dụng cùng với indi gali arsenua để tạo ra transistor lưỡng cực dị thể giả (pseudomorphic heterojunction bipolar transistor) có thể hoạt động ở tần số 604 GHz.